# 市川春代
市川 春代（いちかわ はるよ、1913年2月9日 - 2004年11月18日）は、日本の映画女優、歌手。出生時本名は同じ、結婚後の本名は加々良 春代（かがら はるよ）。戦前のサイレント映画時代から始まり、トーキー期に実力を発揮し、戦後も長く現役の女優だった。

## 来歴・人物

### 子役からスターへ
1913年（大正2年）2月9日、長野県長野市の善光寺門前の西後町に、弁護士の父・喜一、母・きんの二男二女の次女として生まれる。県庁や裁判所の至近の地だった。
1919年（大正8年）、長野県師範学校附属小学校（現在の信州大学教育学部附属長野小学校）に入学。1924年（大正13年）8月3日に父が死去、同校を高等科2年で中退して、叔父が懇意にしていた日活の取締役根岸耕一の紹介状を持ち、13歳になった1926年（大正14年）6月16日に日活大将軍撮影所に入社した。伊奈精一監督の『都の西北』でデビュー。主演の中野英治の弟役だった。同輩の玉川みちみと仲がよく、子役や舞妓役などクレジットのない役で出演する日々がつづいたが、「ハル坊」と呼ばれてスタッフにかわいがられ、阿部豊監督邸にお世話になった。

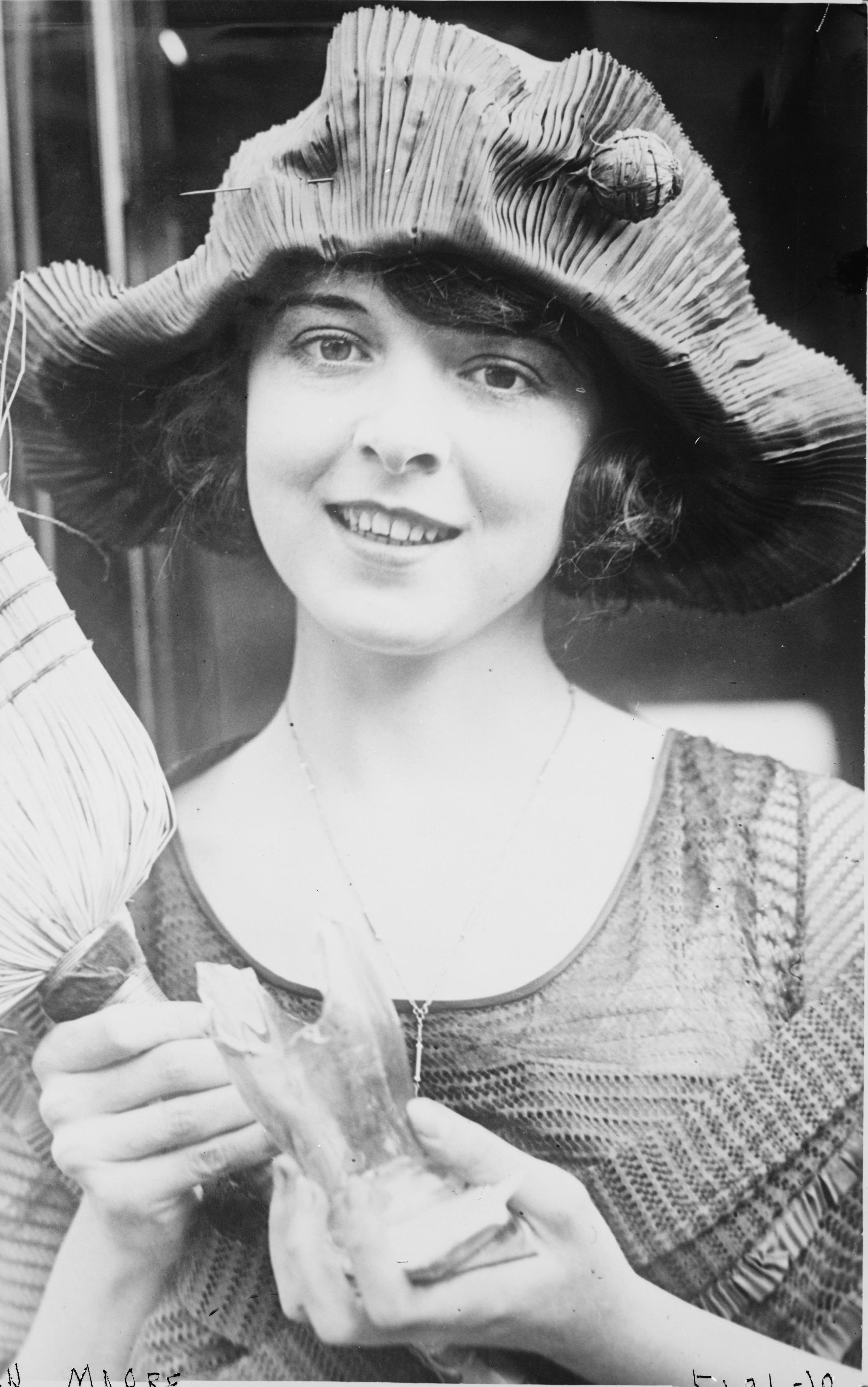
和製コリーン・ムーアと呼ばれた。1920年5月の本家ムーア、20歳。

一般的には入社第1作とされているのは、1930年（昭和5年）の現代劇、長倉祐孝監督、入江たか子主演『銀座セレナーデ』だった。1931年（昭和6年）、伊藤大輔監督の『侍ニツポン』で名をなした。時代劇にも出演したが、入江の兄の東坊城恭長監督、サトウ・ハチロー原作による市川主演作『浅草悲歌』（1932年）など、現代劇にも多く出演した。とくに入江主演、東坊城監督作品に重用された。徳永フランク監督の『金は天下の廻り持ち』では、谷幹一の相手役に抜擢された。当時来日したハリウッドスター、ロナルド・コールマンが同撮影所を訪問したさいに、コールマンから「和製コリーン・ムーア」と名づけられた。

### 歌手デビューしたトーキー・スター
そのころサイレントからパート・トーキー、トーキーの時代に入り、B級作品で主演した。1934年（昭和9年）2月26日東宝の新しい専属契約スターに市川の名が連なったが、当時の同撮影所総務の永田雅一の説得で、市川は同撮影所に留まった。
同年10月、渡辺邦男監督の『花嫁日記』に主演し、その主題歌『あなたのあたし』で歌手としてレコードデビューした。同作を最後に日活を退社した。同年の暮れから翌1935年春にかけて、新興キネマに移籍しており、12月に公開された村山実監督、小島政二郎原作の2作、『花咲く樹 前篇なみ子の巻』、『花咲く樹 後篇エマ子の巻』で雑誌記者七條なみ子を演じてスターとなる。
1935年（昭和10年）8月、日本クリスタルの第7回新譜として発売された『乙女日記』と『夕月みれば』のカップリング、同社の邦楽の最後の新譜となった『青空』と『ベテイ・ブープ』のカップリングの2枚のSP盤を吹き込んだ。同年のマルベル堂のブロマイド売上ランキングでは、7位にランクインした（1位入江たか子、2位田中絹代）。同年、松竹から独立した重宗務監督による「東京発声映画製作所」の設立に参加、トーキー映画に出演した。1937年（昭和12年）に同社で製作した豊田四郎監督、石坂洋次郎原作の『若い人』の初映画化では江波恵子を演じて評判となった。同社では逢初夢子と市川が2大スターだった。同年12月12日、24歳で、ウエスタントーキー社の録音エンジニアの加々良謙一と結婚した。
1938年（昭和13年）3月2日には古巣の日活京都撮影所にもどり、時代劇に出演する。後年、1980年代になって再評価されたマキノ雅弘（当時正博）監督、片岡千恵蔵主演、ディック・ミネ客演の華やかな時代劇ミュージカル『鴛鴦歌合戦』（1939年）に出演、26歳の可憐な娘姿が引退後の現在も知られている。なお、同作の撮影直前、同年11月7日に長女を出産した。
1942年（昭和17年）の戦時統合による日活の製作部門の大映への統合に際しても「大映京都撮影所」となった同撮影所に残り、千恵蔵主演の「宮本武蔵」シリーズ、稲垣浩監督の『宮本武蔵 一乗寺決闘』（1942年）、伊藤大輔監督の『二刀流開眼』（1943年）および『決闘般若坂』（同）などに出演した。1942年11月6日に長男を出産した。

### 脇役として
戦後、1948年（昭和23年）からは古巣の長年過ごした撮影所を離れ、松竹京都撮影所や大船撮影所、マキノ雅弘のCACや宝プロダクションなど、さまざまな撮影所での作品に出演するようになる。通算200本近い作品に出演したあと、50代を迎えた1966年（昭和41年）、池部プロダクション製作の『五泊六日』（監督渡辺祐介）を最後に映画界から引退した。その後テレビ映画では、三田佳子主演の『夜のひとで』（1967年）、特撮テレビ映画『ウルトラセブン』第24話（1968年）には、フルハシ隊員（毒蝮三太夫（当時は石井伊吉））の母役で出演した。
2004年（平成16年）11月18日23時51分、老衰のため神奈川県鎌倉市の病院で死去した。91歳没。晩年は同県三浦郡葉山町で過ごした。

## 出演作品

### 映画
- 都の西北（1926年）

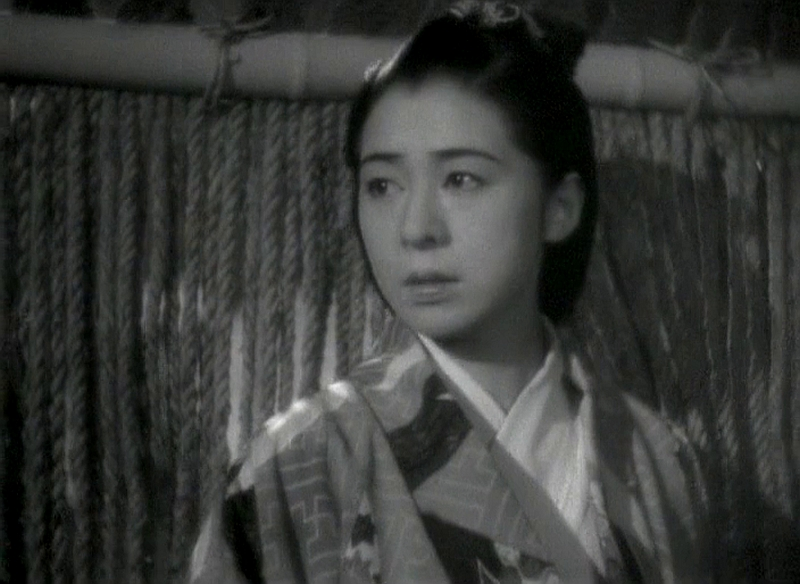
『二刀流開眼』(1943年)

- 銀座セレナーデ（1930年）※公式デビュー作
- 侍ニツポン（1931年）
- 金は天下の廻り持ち（1931年）
- 浅草悲歌（1932年）
- 花嫁日記（1934年）※主題歌『あなたのあたし』で歌手デビュー
- 花咲く樹 前後篇（1935年）
- 白銀の王座（1935年）
- 新しき土（1937年）
- 若い人（1937年）
- 牢獄の花嫁（1939年）
- 鴛鴦歌合戦（1939年）
- 海援隊（1939年）
- 宮本武蔵 一乗寺決闘（1942年）
- 二刀流開眼（1943年）
- 決闘般若坂（1943年）
- 土俵祭（1944年）
- われ泣きぬれて（1948年）
- 生さぬ仲（1949年）
- 西鶴一代女（1952年）※ヴェネツィア国際映画祭国際賞受賞作品
- あばれ獅子（1953年）
- 君の名は 第一部、第二部、第三部（1953年 - 1954年）
- 赤いカンナの花咲けば（1955年）
- 五泊六日（1966年）

### テレビドラマ
- 風雪
  - 明治の相場師（1964年） - 浦田つぎ
  - 女医記（1964年） - 荒川夫人
- 青年同心隊 第1話「同心隊誕生」（1964年、TBS）- 田倉伊十郎の母
- 特別機動捜査隊 第298話「女の館」（1967年） - 芳江の母
- 三匹の侍 第5シリーズ 第13話「不毛の掟」（1967年） - お鹿
- ウルトラセブン 第24話「北へ還れ!」（1968年） - フルハシ・ユキ（フルハシ隊員の母）
- 女と味噌汁 #14 (1969年)
- 日本怪談劇場 第4話「怪談 宇津谷峠」（1970年、12ch） - しず

## ディスコグラフィ
- 『あなたのあたし』
- 『乙女日記』/『夕月みれば』
- 『青空』/『ベテイ・ブープ』
- 『「あなた」「なんだい」』（杉狂児との共唱）

## 関連事項
- 入江たか子
- 東坊城恭長
- コリーン・ムーア （Colleen Moore）
- 日活
- 日活撮影所
- 新興キネマ
- 東京発声映画製作所
- 東宝映画配給
- 東宝映画
- 大映

## 註
1. 1 2 3  『映画花形写真名鑑』（『講談倶楽部』誌、1936年新年号付録）の「市川春代」の項の記述を参照。1520.jpg[リンク切れ]でその抜粋が読める。
2. 1 2 3 4 5 6 7 8 9  『日本映画俳優全集・女優編』（キネマ旬報社、1980年）の「龍田静枝」の項（p.79-82）を参照。同項執筆は盛内政志。